# Ingküla
Ingküla (Duits: Inküll, Zweeds: Imby, Estland-Zweeds: Imbi) is een plaats in de Estlandse gemeente Lääne-Nigula, provincie Läänemaa. De plaats heeft de status van dorp (Estisch: küla).
Tot in oktober 2013 viel Ingküla onder de gemeente Oru. In die maand werd Oru bij de fusiegemeente Lääne-Nigula gevoegd.

## Bevolking
Het dorp had 14 inwoners op 31 december 2011 en 19 inwoners op 31 december 2021.

## Ligging
Ingküla ligt ongeveer 10 km ten noordoosten van de stad Haapsalu. De rivier Salajõgi vormt over een korte afstand de grens met het buurdorp Vedra.

## Geschiedenis
Ingküla werd voor het eerst genoemd in 1540 onder de naam Ingbw. In 1565 heette het dorp Ingeby (by is Zweeds voor ‘dorp’) en in 1844 Jnkül. Oorspronkelijk werd het dorp bewoond door Zweden, maar in de 19e eeuw woonden er geen Zweedstaligen meer. Een alternatieve naam voor het dorp was tot in de 19e eeuw Kapellenfeld, naar een kapel die er ooit gestaan moet hebben, maar inmiddels verdwenen is. Ook werd het wel Ingeldorff genoemd. Sinds 1627 viel het dorp onder het landgoed van Niby (Niibi).